# Janusz Ostrogski

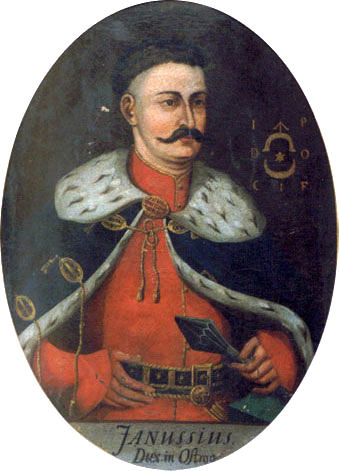

Janusz Konstantynowicz Ostrogski herbu Ostrogski (ur. ok. 1554, zm. 17 września 1620 w Tarnowie) – książę, kasztelan krakowski, wojewoda wołyński, starosta białocerkiewski, włodzimierski, perejasławski, bohusławski, starosta niegrodowy czerkaski w 1593, starosta niegrodowy kaniowski w 1594, jeden z najbogatszych magnatów Rzeczypospolitej, pierwszy ordynat ostrogski.

## Życiorys
Janusz Ostrogski był synem Konstantego Wasyla i Zofii z Tarnowskich, wnukiem hetmana Konstantego Ostrogskiego. Kształcił się w ojcowskim Dubnie i na dworze wiedeńskim. W 1577 dowodził obroną Dubna przed Tatarami. W 1579 wraz z ojcem wziął udział w kampanii inflanckiej. W tym samym roku przeszedł, jako pierwszy przedstawiciel rodu, na katolicyzm, co pogorszyło jego stosunki z rodziną.
W latach 1584–1593 wojewoda wołyński. W 1587 podpisał elekcję Maksymiliana III Habsburga. W 1589 był sygnatariuszem traktatu bytomsko-będzińskiego. W 1593 został kasztelanem krakowskim. 2 lutego tegoż roku, wspólnie z Aleksandrem Wiśniowieckim pokonał w bitwie pod Piątkiem zbuntowanych Kozaków, którymi dowodził Krzysztof Kosiński. W kwietniu 1606 roku uczestniczył w zjeździe w Stężycy. W 1607 walczył po stronie wiernej królowi Zygmuntowi III przeciwko rokoszanom Zebrzydowskiego w bitwie pod Guzowem. W 1609 z części swych dóbr utworzył Ordynację Ostrogską.
Był protektorem jezuitów, których sprowadził na Wołyń w 1612 roku. Hojnie uposażał świątynie katolickie: kościół św. Anny w Połonnem (1607), kościoła św. Uriela Archanioła w Ostrowcu (1614). W 1612 odebrał prawosławnym wzniesioną przez jego dziadka Konstantego cerkiew obronną Trójcy Świętej w Międzyrzeczu Ostrogskim, polecił zaadaptować ją na kościół i przekazał budynek franciszkanom, dla których ufundował też klasztor. W kolegiacie w odziedziczonym po matce Tarnowie ufundował dla siebie i swej pierwszej żony Zuzanny monumentalny manierystyczny nagrobek.
Jego żonami były: 
1. Zuzanna Seredi (1582) − pochodzącą z Węgier
2. Katarzyna Lubomirska (1597)
3. Teofila Tarło (1612) − córka kasztelana sądeckiego Zygmunta Scypiona Tarło i Barbary z Sobków.

Z Zuzanną miał córki: Elenorę (1582−1618) − żonę wojewody podolskiego Hieronima Jazłowieckiego a potem księcia Jana Jerzego Radziwiłła – kasztelana trockiego i Eufrozynę − żonę księcia Aleksandra Zasławskiego. Książę Janusz zmarł w 1620 roku, nie pozostawiając męskiego potomka (jedyny syn z małżeństwa z Teofilą Tarłówną, Janusz Włodzimierz, zmarł w niemowlęctwie). Ordynacja i większość dóbr przeszła w ręce książąt Zasławskich.